# Горње Пале
Горње Пале су насељено мјесто у општини Пале, Република Српска, БиХ. Према попису становништва из 1991. у насељу је живјело 368 становника.

## Становништво
| Демографија | Демографија | Демографија |
| Година      | Становника  | Становника  |
| ----------- | ----------- | ----------- |
| 1961.       | 406         |             |
| 1971.       | 723         |             |
| 1981.       | 778         |             |
| 1991.       | 348         |             |